# Biathlon na Zimowych Igrzyskach Olimpijskich 1972 – sztafeta
Biathlonowa sztafeta na Zimowych Igrzyskach Olimpijskich 1972 na dystansie 4x7,5 km odbyła się 11 lutego. Była to druga i ostatnia konkurencja biathlonowa podczas tych igrzysk. Zawody odbyły się na trasach kompleksie olimpijskim Makomanai w Sapporo. Do biegu zostało zgłoszonych 13 reprezentacji. 
Tytuł mistrzów olimpijskich obroniła reprezentacja ZSRR, dla której było to drugie zwycięstwo z rzędu. Wicemistrzami olimpijskimi zostali Finowie, a brązowy medal wywalczyli reprezentanci NRD.

## Wyniki
| Pozycja | Reprezentacja                                                                     | Strzelanie                               | Czas                                           | Strata    |
| ------- | --------------------------------------------------------------------------------- | ---------------------------------------- | ---------------------------------------------- | --------- |
|         | ZSRR · Aleksandr Tichonow · Rinat Safin · Iwan Biakow · Wiktor Mamatow            | 1+6 2+3 0+1 2+3 0+1 0+0 1+3 0+0 0+1 0+0  | 1:51:44,92 28:54,48 26:48,52 28:15,90 27:46,02 | –         |
|         | Finlandia · Esko Saira · Juhani Suutarinen · Heikki Ikola · Mauri Röppänen        | 1+5 2+9 0+0 1+3 1+3 1+3 0+1 0+3 0+1 0+0  | 1:54:37,25 28:52,04 29:37,33 28:45,79 27:22,09 | +2:52,33  |
|         | NRD · Hansjörg Knauthe · Joachim Meischner · Dieter Speer · Horst Koschka         | 0+4 4+8 0+1 0+0 0+1 0+2 0+2 2+3 0+0 2+3  | 1:54:57,67 28:11,72 28:35,86 28:50,72 29:19,37 | +3:12,75  |
| 4       | Norwegia · Tor Svendsberget · Kåre Hovda · Ivar Nordkild · Magnar Solberg         | 0+9 7+12 0+3 1+3 0+1 3+3 0+2 2+3 0+3 1+3 | 1:56:24,41 28:23,86 29:43,80 29:41,97 28:34,78 | +4:39,49  |
| 5       | Szwecja · Lars-Göran Arwidson · Olle Petrusson · Torsten Wadman · Holmfrid Olsson | 4+10 2+8 1+3 0+3 3+3 0+1 0+1 0+1 0+3 2+3 | 1:56:57,40 28:23,09 29:32,78 27:52,03 31:09,50 | +5:12,48  |
| 6       | Stany Zjednoczone · Peter Karns · Terry Morse · Dennis Donahue · Jay Bowerman     | 0+7 1+7 0+1 0+2 0+3 0+1 0+2 0+1 0+1 1+3  | 1:57:24,32 28:50,37 28:43,56 29:01,97 30:48,42 | +5:39,40  |
| 7       | Polska · Józef Różak · Józef Stopka · Andrzej Rapacz · Aleksander Klima           | 1+7 3+11 0+1 2+3 0+0 1+3 0+3 0+3 1+3 0+2 | 1:58:09,92 29:36,15 29:21,63 29:05,75 30:06,39 | +6:24,10  |
| 8       | Japonia · Isao Ono · Shozo Sasaki · Miki Shibuya · Kazuo Sasakubo                 | 2+9 3+9 0+3 0+2 2+3 3+3 0+1 0+1 0+2 0+3  | 1:59:09,48 27:35,73 33:46,08 27:59,80 29:47,87 | +7:24,56  |
| 9       | Rumunia · Nicolae Veştea · Victor Fontana · Ion Ţeposu · Vilmoș Gheorghe          | 1+6 4+11 0+0 0+3 1+3 3+3 0+3 0+2 0+0 1+3 | 1:59:30,61 28:47,96 32:19,63 28:47,13 29:35,89 | +7:45,69  |
| 10      | Włochy · Willy Bertin · Giovanni Astegiano · Corrado Varesco · Lino Jordan        | 2+11 4+9 2+3 0+1 0+3 0+2 0+3 1+3 0+2 3+3 | 1:59:47,62 29:06,56 28:43,42 30:58,59 30:59,05 | +8:02,70  |
| 11      | Wielka Brytania · Malcolm Hirst · Keith Oliver · Jeffrey Stevens · Alan Notley    | 2+7 3+9 0+2 0+0 2+3 1+3 0+1 2+3 0+1 0+3  | 2:01:38,84 28:19,40 31:58,85 30:53,97 30:26,62 | +9:53,92  |
| 12      | Czechosłowacja · Ladislav Žižka · Pavel Ploc · Ján Húska · Arnošt Hájek           | 3+12 0+8 0+3 0+2 1+3 0+2 0+3 0+1 2+3 0+3 | 2:03:08,17 28:59,51 30:38,69 31:29,79 32:00,18 | +11:23,25 |
| 13      | Francja · René Arpin · Noël Turrell · Daniel Claudon · Aimé Gruet-Masson          | 3+10 1+9 0+2 1+3 0+2 0+1 2+3 0+2 1+3 0+3 | 2:03:08,90 30:04,71 29:34,23 32:05,94 31:24,02 | +11:23,98 |